# Spider-Man Family
Spider-Man Family is een stripserie uitgegeven door Marvel Comics, met in de hoofdrol de superheld Spider-Man.
De serie begon als een reeks van eenmalig uitgegeven stripverhalen van verschillende tekenaars en schrijvers, maar is per februari 2007 omgezet naar een stripblad dat om de twee maanden uitkomt. De huidige schrijver is Sean McKeever.